# Sorry, Sorry (singolo)
Sorry, Sorry è un brano musicale della boy band sudcoreana Super Junior. È stato pubblicato come singolo digitale il 9 marzo 2009 ed è stato in seguito incluso nel terzo album studio del gruppo, Sorry, Sorry, pubblicato il 12 marzo 2009.

## Tracce
Download digitale
1. Sorry, Sorry - 3:52

## Classifiche
| Classifica | Posizione massima |
| ---------- | ----------------- |
| Corea      | 1                 |